# Paradies-Paradoxon
Das Paradies-Paradoxon wird von diversen Autoren dem russischen Wirtschaftswissenschaftler Wassily Leontief zugeschrieben.
Laut dieser Autoren stellt Leontief fest:

„Die Geschichte des technologischen Fortschritts der letzten 200 Jahre ist im Grunde die Geschichte der menschlichen Rasse, wie sie langsam, aber sicher versucht, den Weg zum Paradies wieder zu finden. Was würde allerdings passieren, wenn ihr dies gelänge? Alle Güter und Dienstleistungen wären verfügbar, ohne dass dafür Arbeit notwendig wäre, und niemand würde einer Erwerbsarbeit nachgehen. Nun heißt arbeitslos sein auch, keinen Lohn zu empfangen; so würden die Menschen, wenn sie auf die neue technologische Situation nicht mit einer neuen Politik der Einkommensverteilung reagieren würden, im Paradies verhungern …“

Der Grundgedanke lässt sich vereinfacht wie folgt erklären: Würde die Produktivität und Automatisierung so weit perfektioniert, dass die Menschen für Güter und Dienstleistungen nicht mehr arbeiten müssten, käme es theoretisch zu einer totalen Arbeitslosigkeit. Da dann aber auch kein Einkommen mehr aus einer Erwerbstätigkeit existiert, könnte niemand diese Güter konsumieren.
Vor allem im Umfeld der Kapitalismuskritik und zur Verteidigung des Bedingungslosen Grundeinkommens wird auf das Paradoxon verwiesen.